# Carlton (Kansas)
Carlton è una città degli Stati Uniti d'America della contea di Dickinson nello Stato del Kansas.